# Cozieni
Cozieni est une commune roumaine située dans le județ de Buzău.